# Conocarpus lancifolius
Conocarpus lancifolius là một loài thực vật có hoa trong họ Trâm bầu. Loài này được Engl. mô tả khoa học đầu tiên năm 1900.